# 徐珙 (弘治進士)
徐珙（1472年—？），字庭實，浙江金華府東陽縣人，民籍，明朝政治人物。

## 生平
弘治八年（1495年）乙卯科浙江鄉試第六十三名舉人。弘治十五年（1502年）中式壬戌科會試第二百十一名，三甲第一百三十名進士。授刑部主事，遷刑部郎中，正德十年十月奉詔审理山西御史李稳一案，升为江西臨江府知府，未任而卒。

## 家族
曾祖徐遠；祖父徐鳳；父徐志，母任氏；繼母陳氏。慈侍下。兄璩、珂。弟瓘、碧。